# Ходырев, Илья Михайлович
Илья́ Миха́йлович Хо́дырев (1 (14) августа 1907, посёлок Ижевского завода, Вятская губерния, Российская империя — 1 мая 1991 года, Ижевск) — российский и советский театральный художник, график и живописец. Заслуженный деятель искусств Удмуртской АССР (1955).

## Биография
В 1928—1931 годах учился на рабфаке, а в 1931—1933 годах — на факультете театрально-декорационных искусств Ленинградской академии художеств. С 1933 года работал в Ижевске. Был главным художником Удмуртского драматического театра (в периоды 1934—1936 и 1939—1946 годов), Театра кукол УАССР (в периоды 1936—1937 и 1946—1967 годов). В 1939—1940 годах возглавлял товарищество «Удмуртхудожник», членом которого состоял с 1934 по 1946 год. Совместно с М. И. Коркиным и Н. А. Косолаповым руководил художественной студией Центрального клуба металлистов, созданного в 1923 году. Член Всероссийского театрального общества с 1953 года. С октября 1939 года состоял в должности инспектора Управления по делам искусств Совета министров Удмуртской АССР.
За годы работы в театрах Ходырев И. М. оформил более 300 спектаклей, в том числе оперы «Евгений Онегин» (1934), «Русалка» (1934), «Фауст» (1935), «Русские люди» (1942), даму «Иго содрогается» (1936), спектакли «Голубая змейка» «Некрасивая девушка» (1957), «Сказка о попе и о работнике его Балде» (1939). Среди живописных работ выделяют картины «Приём участников мотопробега» (1937) и «Лесорубы Удмуртии» (1947).
Ходырев И. М. принимал участие в выставке Всероссийского театрального общества в 1960 году в Москве, а также во Всесоюзной передвижной выставке «Театр кукол СССР» в 1966 году.
Награждён дипломом I степени Министерства культуры РСФСР и Всероссийского театрального общества за участие во Всесоюзном фестивале театров и музыкальных коллективов.